# 绢毛蔷薇
绢毛蔷薇（学名：Rosa sericea）为蔷薇科蔷薇属下的一个种。灌木，主要分布于中国云贵高原一带。花单生于叶腋，无苞片；花期5-6月，果期7-8月。具观赏价值。

## 扩展阅读
- 維基物種上的相關：绢毛蔷薇